# Rosta Miklós (kézilabdázó, 1999)
Rosta Miklós (Győr, 1999. február 14. –) magyar válogatott kézilabdázó, a CS Dinamo București játékosa.

## Pályafutása

### Klubcsapatokban
Pályafutását szülővárosának csapatában, a SZESE Győrben kezdte. Tizenhat éves korában mutatkozott be a magyar élvonalban, 2015-től négy éven át Tatabányán játszott, ahol a 2018-2019-es szezonban lett meghatározó játékos a posztján. 2019 februárjában bejelentették, hogy a következő szezontól a Pick Szegedben folytatja pályafutását, ahol 2021 nyaráig szóló szerződést írt alá. Ezt követően bemutatkozhatott a Bajnokok Ligájában, a bajnokságban pedig 26 alkalommal lépett pályára a Tisza-parti együttesben és 50 gólt szerzett. 2021 januárjában szerződést hosszabbított a klubbal.
A 2021–2022-es évad bajnoki döntőjében poszttársa, Bánhidi Bence kiállítása miatt nagyobb teher hárult Rosta Miklósra. A Telekom Veszprém ellen idegenben vívott döntőt az ő utolsó másodpercben szerzett góljával nyerte meg csapata. Ezzel a Pick Szeged története során először tudta megvédeni bajnoki címét. A 2022–2023-as szezonban gólkirályi címet szerzett az élvonalban.
2023 májusában vált hivatalossá, hogy a következő szezontól a a Dinamo București játékosa lesz. Szerződése 2026-ig szól.

### A válogatottban
A magyar felnőtt válogatottban 2019-ben mutatkozott be. Részt vett a 2020-as Európa-bajnokságon. Tagja volt a 2021-es világbajnokságon 5. helyezett csapatnak.

## Család
Édesapja, idősebb Rosta Miklós szintén válogatott kézilabdázó volt, pályafutása során a Győri ETO és a Dunaújváros csapataiban játszott. Nagybátyja, Rosta István is válogatott kézilabdázó volt.

## Díjak, kitüntetések
- Magyar bajnok (2): 2020–21, 2021–22
- Román bajnok (1): 2023–24[12]
- Kajárpéci érdemérem (2021)[13]
- Az év magyar kézilabdázója: 2022[14]

## További információ
- A Pick Szeged honlapján Archiválva 2020. január 11-i dátummal a Wayback Machine-ben